# 郭新娃
郭新娃（Guo Xinwa，2000年1月6日—），辽宁锦州人，中国男子羽毛球运动员。

## 簡歷
郭新娃8岁开始加入锦州市体校羽毛球队进行训练，及至13岁加入山东队，至17岁時代表山东队參加全运会，曾在团体资格赛山东队对阵北京队的比赛中以2比1爆冷战胜林丹，一戰成名。
2018年4月，郭新娃出戰中國陵水羽毛球大師賽，與刘玄炫合作贏得混合雙打比賽冠軍。

## 主要比賽成績
只列出曾進入準決賽的國際賽事成績：
| 年份   | 賽事                     | 公開賽級別 | 項目     | 搭檔   | 成績   |
| ------ | ------------------------ | ---------- | -------- | ------ | ------ |
| 2018年 | 中國陵水羽毛球大師賽     | 超級100賽  | 混合雙打 | 刘玄炫 | 冠軍   |
| 2018年 | 馬來西亞羽毛球國際挑戰賽 | 國際挑戰賽 | 混合雙打 | 刘玄炫 | 準決賽 |
| 2018年 | 亞洲青年羽毛球錦標賽     | 其他       | 混合團體 | －     | 金牌   |
| 2018年 | 亞洲青年羽毛球錦標賽     | 其他       | 混合雙打 | 刘玄炫 | 金牌   |
| 2018年 | 世界青年羽毛球錦標賽     | 其他       | 混合團體 | －     | 金牌   |
| 2019年 | 奧地利羽毛球公開賽       | 國際挑戰賽 | 男子雙打 | 刘适文 | 冠軍   |
| 2019年 | 中國陵水羽毛球大師賽     | 超級100賽  | 混合雙打 | 刘玄炫 | 亞軍   |
| 2019年 | 大阪羽毛球國際挑戰賽     | 國際挑戰賽 | 混合雙打 | 张殊贤 | 亞軍   |
| 2019年 | 加拿大羽毛球公開賽       | 超級100賽  | 混合雙打 | 张殊贤 | 亞軍   |
| 2019年 | 白俄羅斯羽毛球國際賽     | 國際系列賽 | 混合雙打 | 張殊賢 | 亞軍   |
| 2019年 | 越南羽毛球公開賽         | 超級100賽  | 混合雙打 | 張殊賢 | 冠軍   |
| 2019年 | 印尼瑪琅市長羽毛球大師賽 | 超級100賽  | 混合雙打 | 張殊賢 | 冠軍   |
| 2019年 | 薩洛盧羽毛球公開賽       | 超級100賽  | 混合雙打 | 張殊賢 | 冠軍   |
| 2022年 | 新加坡羽毛球公開賽       | 超級500賽  | 混合雙打 | 張殊賢 | 準決賽 |
| 2023年 | 杭州羽毛球國際挑戰賽     | 國際挑戰賽 | 混合雙打 | 李茜   | 亞軍   |
| 2023年 | 香港羽毛球公開賽         | 超級500賽  | 混合雙打 | 魏雅欣 | 冠軍   |
| 2024年 | 中國瑞昌羽毛球大師賽     | 超級100賽  | 混合雙打 | 李茜   | 亞軍   |
| 2024年 | 泰國羽毛球公開賽         | 超級500賽  | 混合雙打 | 陳芳卉 | 冠軍   |
| 2024年 | 澳洲羽毛球公開賽         | 超級500賽  | 混合雙打 | 陳芳卉 | 亞軍   |
| 2024年 | 韓國羽毛球公開賽         | 超級500賽  | 混合雙打 | 李茜   | 亞軍   |
| 2024年 | 澳門羽毛球公開賽         | 超級300賽  | 混合雙打 | 陳芳卉 | 冠軍   |
| 2024年 | 韓國羽毛球大師賽         | 超級300賽  | 混合雙打 | 陳芳卉 | 冠軍   |
| 2024年 | 日本熊本羽毛球大師賽     | 超級500賽  | 混合雙打 | 陳芳卉 | 準決賽 |
| 2025年 | 印尼羽毛球大師賽         | 超級500賽  | 混合雙打 | 陳芳卉 | 亞軍   |
| 2025年 | 全英羽毛球公開賽         | 超級1000賽 | 混合雙打 | 陳芳卉 | 冠軍   |
| 2025年 | 蘇迪曼盃                 | 其他       | 混合團體 | －     | 冠軍   |
| 2025年 | 新加坡羽毛球公開賽       | 超級750賽  | 混合雙打 | 陳芳卉 | 準決賽 |
| 2025年 | 中國羽毛球公開賽         | 超級1000賽 | 混合雙打 | 陳芳卉 | 準決賽 |

| 2018-2026年 | 總決賽 | 超級1000賽 | 超級750賽 | 超級500賽 | 超級300賽 | 超級100賽 | 國際挑戰賽 | 國際系列賽 | 未來系列賽 | 其他 |

### 世界冠軍頭銜
郭新娃在羽毛球生涯中共奪得1項羽毛球世界冠軍頭銜。
| 賽事     | 奪冠次數 | 年份               |
| -------- | -------- | ------------------ |
| 蘇迪曼盃 | 1        | 2025年（混合團體） |
| 總計     | 1        |                    |

### 奧運會和世錦賽參賽紀錄
|          | 搭檔   | 2021 | 2022 |
| -------- | ------ | ---- | ---- |
| 混合雙打 | 张殊贤 | 32強 | 32強 |